# Prăjani, Prahova
Prăjani este o localitate componentă a orașului Slănic din județul Prahova, Muntenia, România.
Așezarea este atestată documentar în 1581.
În 2011, localitatea avea 1202 locuitori.